# Елон (Северна Каролина)
Елон (енгл. Elon) град је у америчкој савезној држави Северна Каролина.

## Демографија
По попису из 2010. године број становника је 9.419, што је 2.681 (39,8%) становника више него 2000. године.
| Група             | 2000.         | 2010.         |
| Белци             | 5.836 (86,6%) | 8.023 (85,2%) |
| Афроамериканци    | 690 (10,2%)   | 803 (8,5%)    |
| Азијати           | 69 (1,0%)     | 184 (2,0%)    |
| Хиспаноамериканци | 107 (1,6%)    | 246 (2,6%)    |
| Укупно            | 6.738         | 9.419         |